# Ruben Aguilar
Ruben Aguilar, född 26 april 1993, är en fransk fotbollsspelare som spelar för Lens.

## Karriär
Den 6 augusti 2019 värvades Aguilar av Monaco, där han skrev på ett femårskontrakt. Den 25 juli 2022 skrev han på ett nytt kontrakt med klubben som sträcker sig till 2025.
Den 1 september 2023 värvades Aguilar av Lens, där han skrev på ett treårskontrakt.